# 尼崎市立七松小学校
尼崎市立七松小学校（あまがさきしりつ ななつまつしょうがっこう）は、兵庫県尼崎市南七松町にある公立小学校。2024年（令和6年）4月現在の児童数は401名である。

## 沿革
- 1954年（昭和29年）4月1日 - 水堂小学校校内にて、尼崎市立七松小学校創立。
- 1954年（昭和29年）9月1日 - 現在地に移転。
- 1954年（昭和29年）10月1日 - 開校式を開催し、この日をもって創立記念日とする。

## 進路状況
ほとんどの児童は尼崎市立日新中学校へ進学するが、国私立中学校へ進学する児童もいる。

## 著名な出身者
- 中島らも - 小説家、エッセイスト。
- 勝谷誠彦[2] - ジャーナリスト、コラムニスト。
- 白井文[2] - 元尼崎市長。
- 安田章大 - アイドルグループ（関ジャニ∞）

## 通学区域が隣接している学校
- 尼崎市立難波の梅小学校
- 尼崎市立難波小学校
- 尼崎市立浜田小学校
- 尼崎市立大島小学校
- 尼崎市立水堂小学校